# Опурчхеті
Опурчхеті (груз. ოფურჩხეთი) — село в Грузії.
За даними перепису населення 2014 року в селі проживає 719 осіб.